# Somatochlora georgiana
Somatochlora georgiana ist eine Libellenart aus der Familie der Falkenlibellen (Corduliidae), die zu den Großlibellen (Anisoptera) gehören. 

## Merkmale
Die Imago von Somatochlora georgiana misst zwischen 48 und 49 Millimeter, wovon 34 bis 37 Millimeter auf den Hinterleib (Abdomen) entfallen, was innerhalb der Gattung relativ klein ist. Farblich fällt die Art verglichen mit anderen Arten der Gattung etwas aus dem Rahmen, da der sonst grünliche metallische Glanz kaum vorhanden ist und braune kupferähnliche Farbe vorherrscht. Dies beschert der Art auch den englischen Trivialnamen Coppery Emerald. Auch die gelbe Färbung der basalen Segmente und die beiden Ringe auf dem zweiten Segment sind in der Gattung untypisch. Die Hinterleibsanhänge sind braun.
Der Teil des Brustkorbes (Thorax), an dem die Flügel ansetzen, der sogenannte Pterothorax, ist ganz leicht behaart und stumpf bräunlich. Seitlich befinden sich gelbe Streifen, von denen der zweite vergleichsweise lang ist. Die Hinterflügel messen 32 bis 34 Millimeter. Die Flügel sind durchsichtig und die Flügeladerung als auch das Flügelmal (Pterostigma) ist bräunlich.
Das Gesicht ist bis auf einen schwarzen Streifen auf dem Labrum gelb.

## Verbreitung und Flugzeit
Die Art ist im Osten und Südosten der Vereinigten Staaten verbreitet. Sie fliegt zwischen Mai und August.